# Klemenseichen
Klemenseichen ist eine Ortschaft  von Wipperfürth im Oberbergischen Kreis im Regierungsbezirk Köln in Nordrhein-Westfalen (Deutschland). Die Ortschaft gehört zum Ortsteil Agathaberg.

## Lage und Beschreibung
Klemenseichen liegt im südlichen Wipperfürth an der Landstraße L302 zwischen Dohrgaul und Lindlar-Frielingsdorf auf einer Höhe von 250 m ü. NN.
Nachbarorte sind Oberkemmerich, Niederkemmerich, Vordermühle, Hintermühle und Orbach (Lindlar).
Südöstlich von Klemenseichen fließt der Bach Lindlarer Sülz.

## Geschichte
1374 wurde der Ort das erste Mal urkundlich erwähnt und zwar „Das Gut zor Echen gehört zu den Unterhöfen des Fronhofes Steinenbrück im Besitz des Kölner St. Ursulastiftes.“
Schreibweise der Erstnennung: zor Echen
Im Ort wurde 1803 ein Wegekreuz aus Sandstein errichtet, das heute unter Denkmalschutz steht. Das Relief im Mittelteil stellt die heiligen Familie und der Unterschrift „Maria, Jesu, Joseph“ dar. Die Inschrift des Sockels lautet:"„ERRICHTET/VON DEN EHLEUTHEN/PETER/PEFFERKOEVER/MARIA ... ILA/FRIED ...RF“.Das Wegekreuz wurde nach Überlieferung anlässlich der Hochzeit der Eheleute Pefferköver-Niemand aufgestellt."

## Busverbindungen
Haltestelle Klemenseichen:
- 333 Wipperfürth – Dohrgaul – Frielingsdorf – Engelskirchen Bf. (OVAG, Mo–So, kein Abend- und Nachtverkehr)

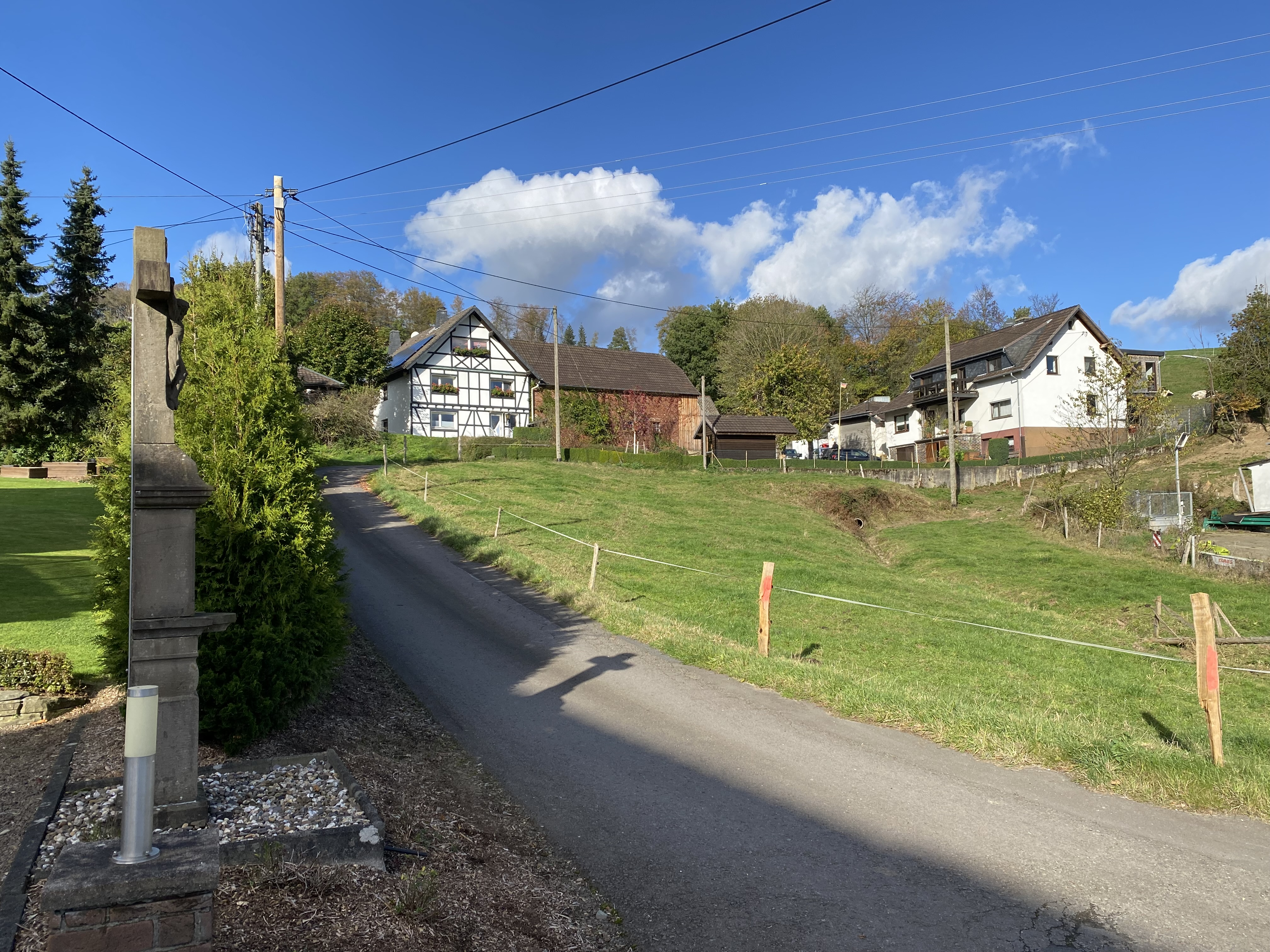
Wegekreuz im Ort
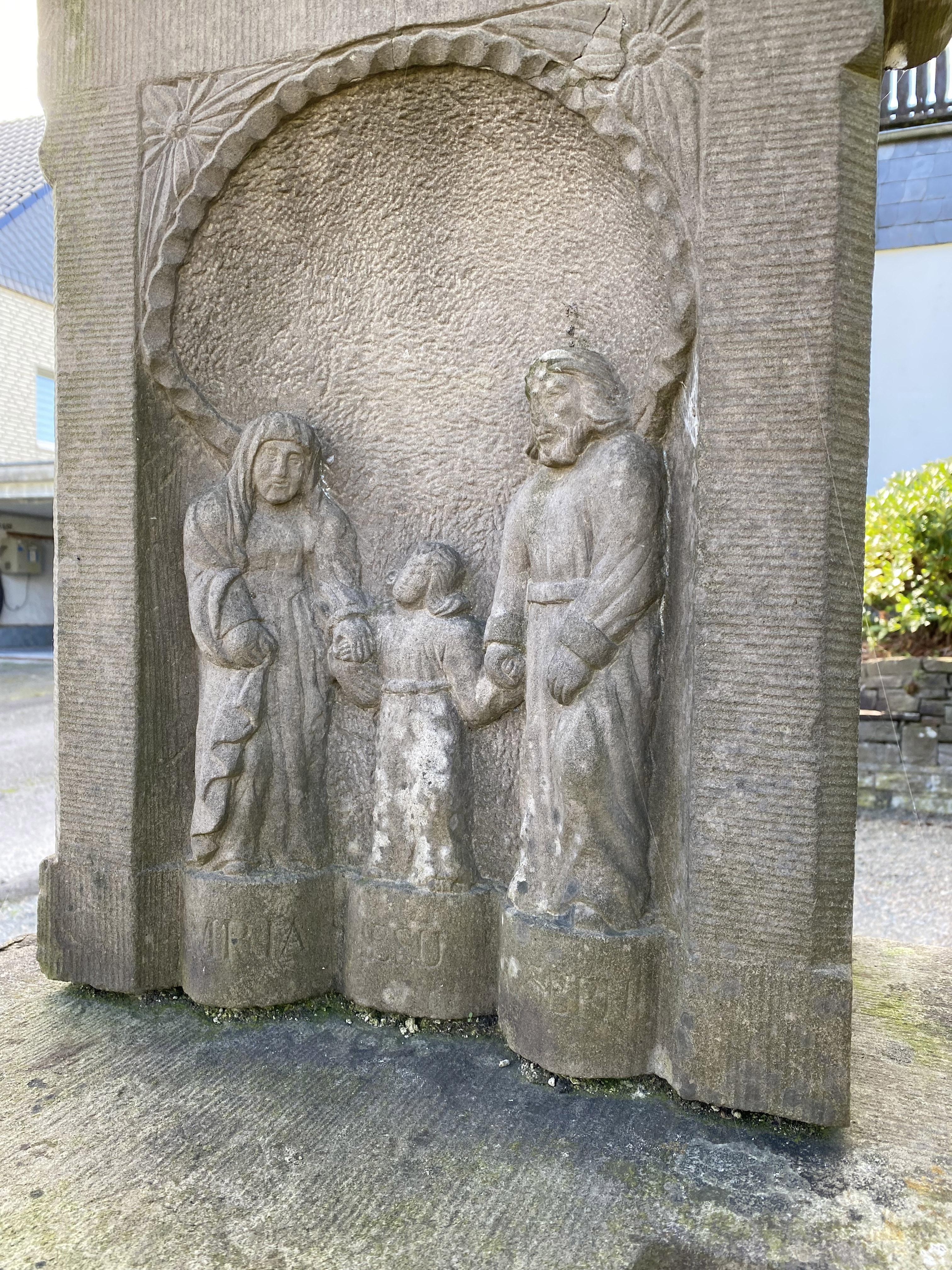
Relief des Wegekreuzes (1803)